# Filmska vrpca
Filmska vrpca je višeslojni materijal za snimanje i reprodukciju filma fotografskim postupkom.
Sastoji se od podloge i fotografskog ili emulzijskog sloja.
Može biti različitih formata. Sa strane je perforirana da bi se precizno kretala kroz kameru. Isprva je bila nitrocelulozna, pa je bila zapaljiva.
Od 1950. podloga je bila od triacetilceluloze, potom je poliesterska.